# Clifton, Queensland
Clifton är en ort i Australien. Den ligger i kommunen Toowoomba och delstaten Queensland, omkring 120 kilometer sydväst om delstatshuvudstaden Brisbane. Antalet invånare är 1 067.
Runt Clifton är det mycket glesbefolkat, med 3 invånare per kvadratkilometer.. Clifton är det största samhället i trakten. 
Trakten runt Clifton består till största delen av jordbruksmark. Genomsnittlig årsnederbörd är 949 millimeter. Den regnigaste månaden är januari, med i genomsnitt 191 mm nederbörd, och den torraste är september, med 31 mm nederbörd.